# Yaniv
Yaniv (en ucraniano: Янів, en ruso: Янов) es una localidad ucraniana localizada al norte del óblast de Kiev, cerca a la frontera con Bielorrusia, evacuada en 1986 después del desastre de Chernóbil. Desde 1970, la localidad pertenecía administrativamente a Prípiat, en el hasta entonces Raión de Chernóbil.

## Historia

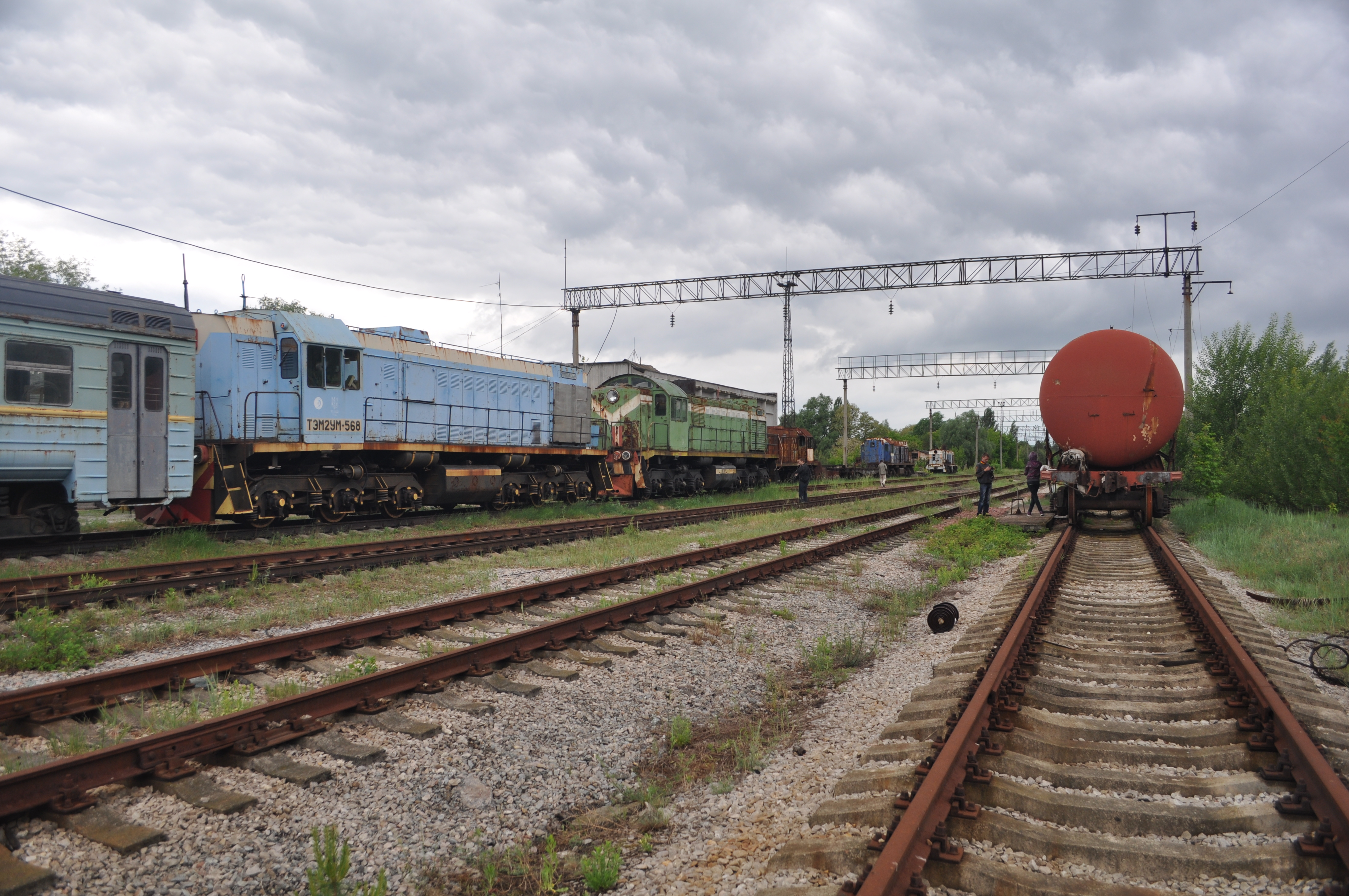
Antiguos trenes soviéticos, ahora abandonados.

Yaniv se menciona por primera vez en documentos históricos que datan del siglo XVIII. De acuerdo con datos militares soviéticos, hacia 1986 la población de la localidad superaba el centenar de personas.
Durante la Segunda Guerra Mundial hubo sangrientas batallas en los alrededores de Yaniv. En la aldea se puede encontrar un monumento a los soldados caídos, entre ellos, el héroe de la Unión Soviética, sargento Nicolás Petrov.
La población fue evacuada solo 36 horas después del accidente en la central nuclear adyacente, el 27 de abril de 1986. Debido a la imposibilidad de descontaminación radiactiva, la mayoría de los edificios fueron derribados y enterrados.
Debido a la construcción del nuevo sarcófago de la central, la estación de tren fue rehabilitada y se utiliza para el arreglo de maquinaria pesada.